# Konstal 13NS
Konstal 13NS – typ tramwaju powstałego w wyniku modernizacji tramwaju Konstal 13N. Modyfikacja polegała na zastąpieniu awaryjnego rozrusznika bębnowego rozruchem stycznikowym. Ogółem w latach 1967–1968 powstało sześć składów złożonych z wagonów silnikowych i doczep oznaczonych 13NSD, z czego trzy składy wyprodukowano od podstaw w Konstalu.

## Modernizacja
W 1967 r. MZK Warszawa, Instytut Elektrotechniki i Instytut Gospodarki Komunalnej skonstruowały w oparciu o dwa tramwaje 13N prototypowy skład 13NS+13NSD nr 251+201. W wagonie nr 251 usunięto rozrusznik bębnowy i zamontowano rozruch stycznikowy. Wagon nr 201 przebudowano na doczepę czynną bez odbieraka prądu (prąd był pobierany z wagonu sterowniczego poprzez kable wysokiego napięcia). Potem przebudowano jeszcze skład 5+6, w którym wagon doczepny zachował własny odbierak prądu.
W 1968 r. dokumentację techniczną tramwajów 13NS przekazano do Konstalu, który wyprodukował dla Warszawy trzy składy 13NS+13NSD. W porównaniu z wcześniejszymi egzemplarzami zastosowano ręczny nastawnik jazdy, a w wagonach doczepnych zamontowano czoła przednie nieróżniące się wyglądem od tylnych. Fabrycznie nowe składy 13NS+13NSD otrzymały numery 534+535, 536+537 i 538+539.
W sierpniu 1968 r. prototypowy skład tramwajów 14N+14ND nr 140+141, eksploatowany przez system tramwajowy konurbacji górnośląskiej, przebudowano na 13NS+13NSD. Po kilkukrotnym przenumerowaniu pozostawał on w ruchu liniowym aż do 25 listopada 1985 r.
Z powodu wysokiej awaryjności prototypów i energochłonności zastosowanej aparatury przerwano produkcję tego typu tramwajów, a warszawskie egzemplarze przebudowano w kolejnych latach na typ 13N.

## Dostawy
Cztery tramwaje powstały w wyniku modernizacji tramwajów 13N, a dwa wskutek przebudowy prototypowych tramwajów 14N.
| Państwo        | Miasto                 | Typ            | Lata modernizacji | Liczba | Numery taborowe | Uwagi                                    |       |
| -------------- | ---------------------- | -------------- | ----------------- | ------ | --------------- | ---------------------------------------- | ----- |
| Polska         | Warszawa               | 13NS           | 1967              | 2      | 251, 5          |                                          | [ 1 ] |
| Polska         | Warszawa               | 13NSD          | 1967              | 2      | 201, 6          | ściana przednia jak w wagonie silnikowym | [ 1 ] |
| Polska         | konurbacja górnośląska | 13NS           | 1968              | 1      | 140             | przebudowany z 14N                       |       |
| Polska         | konurbacja górnośląska | 13NSD          | 1968              | 1      | 141             | przebudowany z 14ND                      |       |
| Łączna liczba: | Łączna liczba:         | Łączna liczba: | Łączna liczba:    | 6      |                 |                                          |       |

Sześć tramwajów wyprodukowano od podstaw w zakładach Konstal.
| Państwo        | Miasto         | Typ            | Lata dostaw    | Liczba | Numery taborowe | Uwagi                              |       |
| -------------- | -------------- | -------------- | -------------- | ------ | --------------- | ---------------------------------- | ----- |
| Polska         | Warszawa       | 13NS           | 1968           | 3      | 534, 536, 538   |                                    | [ 1 ] |
| Polska         | Warszawa       | 13NSD          | 1968           | 3      | 535, 537, 539   | ściana przednia identyczna z tylną | [ 1 ] |
| Łączna liczba: | Łączna liczba: | Łączna liczba: | Łączna liczba: | 6      |                 |                                    |       |

Do czasów współczesnych przetrwał tylko jeden tramwaj typu 13NS, nr 534 z Warszawy, który oczekuje na renowację.